# Área de Broca

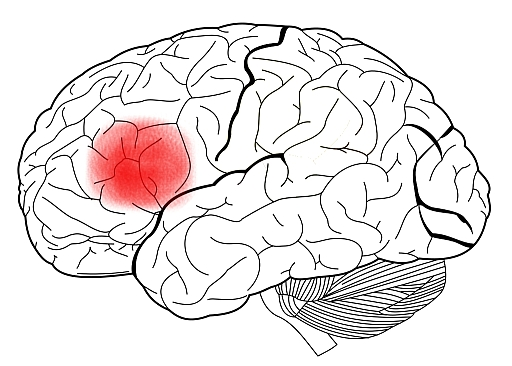
Área de Broca.

El área de Broca es una sección del cerebro humano involucrada con la producción del lenguaje. Recibe su nombre del francés Paul Broca. Está ubicada en el lóbulo frontal más específicamente en su tercera circunvolución frontal, en las secciones opercular y triangular del hemisferio dominante para el lenguaje. Esta región corresponde a las áreas de Brodmann 44 (pars opercularis) y 45 (pars triangularis) y se conecta con el área de Wernicke (la otra región importante para el lenguaje en los humanos) mediante un haz de fibras nerviosas llamado fascículo arqueado (o arcuato). Se llama así en honor al médico francés Paul Pierre Broca, quien la describió en 1864, después de varios estudios post mortem de pacientes afásicos que presentaban un grave daño en esa región.

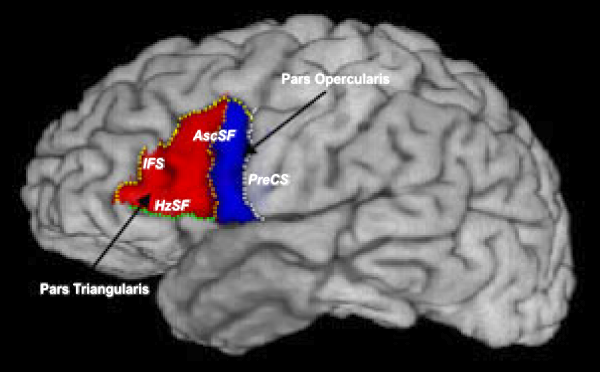
Sectores del área de Broca.

El área de Broca se divide en dos subáreas fundamentales: la triangular (anterior), que probablemente se encarga de la interpretación de varios modos de los estímulos (asociación plurimodal) y de la programación de las conductas verbales; y la opercular (posterior), que se ocupa de solo un tipo de estímulo (asociación unimodal) y de coordinar los órganos del aparato fonatorio para la producción del habla, debido a su posición adyacente a la corteza motora. Las lesiones de esta región pueden conducir a una condición llamada afasia de Broca (también conocida como afasia expresiva, motora o no fluida), que impide la producción o la creación de oraciones complejas desde el punto de vista gramatical. El habla no es productiva y generalmente contiene muy pocas palabras y muchas repeticiones y muletillas. 
Se ha propuesto que otras áreas de Brodmann también participan en la producción del lenguaje y, en consecuencia, es más adecuado hablar de un “complejo de Broca” o “sistema de Broca”, que incluye no solo las áreas 44 y 45, sino también el área 47 (pars orbitalis) y parcialmente el área de Brodmann 6, específicamente su extensión medial correspondiente al área motora suplementaria, y que se extiende subcorticalmente hacia los ganglios basales y el tálamo.

## Trastornos
Particularmente las lesiones en el área de broca producen:
- Empobrecimiento del lenguaje y lenguaje lacónico que en casos extremos llega al mutismo acinético mientras que en otros casos se caracteriza por la hipolalia (disminución o retraso en la expresión verbal), con reducción en la expresión verbal.
- Disminución de la fluidez verbal tanto en tareas de tipo fonológico como en las de tipo semántico, cuando se le pide al paciente que diga palabras que empiezan por una determinada letra o que pertenezcan a una determinada categoría.
- Reducción de la fluidez verbal alternante: por ejemplo, decir dos categorías semánticas de modo alternante, como nombres de frutas y nombres de persona.
- Incapacidad para entender el significado de los refranes o de textos de mayor complejidad. [6]

En resumen, el área de Broca participa en la producción del lenguaje y el área de Wernicke participa en la comprensión de palabras.